# Sergio Gori
Sergio Gori (24. února 1946 Milán, Italské království – 5. dubna 2023) byl italský fotbalový záložník. Byl jedním ze šesti italských fotbalistů (spolu s Ferrarim, Cavallim, Fannou, Serenou a Lombardem), kteří vyhráli italský titul se třemi různými kluby.
Narodil se v Miláně a začal hrát za Inter již od mládežnických let. První utkání mezi dospělými odehrál v roce 1964. S Inter získal dva tituly (1964/65, 1965/66) jedno vítězství v poháru PMEZ (1964/65) a dvě vítězství v Interkontinentálním poháru (1964, 1965). V roce 1966 odešel hrát na dva roky do Vicenze. Byl vyměněn za Luíse Vinícia. Ve Vicenze byl vždy nejlepším střelcem, pokaždé se trefil 8krát. V roce 1968 se vrátil do Interu. Odehrál zde jen 14 utkání. Po roce byl vyměněn do Cagliari spolu s Domenghinim za střelce Boninsegnana. V Cagliari vyhrál v první sezoně titul (1970/71), kde vytvořil útočné duo s Rivou. V sezoně 1974/75 byl nejlepším střelcem klubu a tak přitáhl na sebe pozornost Juventusu. Ti jej koupili v roce 1975. S Binconeri získal jeden titul (1976/77) a také vítězství v poháru UEFA 1976/77. Po dvou letech se s klubem rozloučil a odešel do Verony, kde hrál jeden rok. Kariéru zakončil ve čtvrté lize v klubu Sant'Angelo v roce 1979.
Za reprezentaci odehrál tři utkání. Na MS 1970 odehrál jedno utkání jako střídající hráč, i tak má stříbrnou medaili.

## Hráčská statistika
| Sezóna  | Klub     | Liga    | Liga   | Liga | Ligové poháry | Ligové poháry | Ligové poháry | Kontinentální poháry | Kontinentální poháry | Kontinentální poháry | Celkem | Celkem |
| Sezóna  | Klub     | Soutěž  | Zápasy | Góly | Soutěž        | Zápasy        | Góly          | Soutěž               | Zápasy               | Góly                 | Zápasy | Góly   |
| ------- | -------- | ------- | ------ | ---- | ------------- | ------------- | ------------- | -------------------- | -------------------- | -------------------- | ------ | ------ |
| 1964/65 | Inter    | Serie A | 4      | 1    | IP            | 1             | 2             | PMEZ+Int.P           | 1+0                  | 0                    | 6      | 3      |
| 1965/66 | Inter    | Serie A | 6      | 1    | IP            | 1             | 1             | PMEZ+Int.P           | 1+0                  | 0                    | 8      | 2      |
| 1966/67 | Vicenza  | Serie A | 26     | 8    | IP            | 2             | 0             | PMEZ                 | 0                    | 0                    | 28     | 8      |
| 1967/68 | Vicenza  | Serie A | 30     | 8    | IP            | 1             | 0             | -                    | 0                    | 0                    | 31     | 8      |
| 1968/69 | Inter    | Serie A | 14     | 1    | IP            | 1             | 0             | -                    | 0                    | 0                    | 15     | 1      |
| 1969/70 | Cagliari | Serie A | 30     | 6    | IP            | 4             | 0             | Vel.P                | 4                    | 1                    | 38     | 7      |
| 1970/71 | Cagliari | Serie A | 30     | 3    | IP            | 3             | 1             | PMEZ                 | 4                    | 1                    | 37     | 5      |
| 1971/72 | Cagliari | Serie A | 20     | 4    | IP            | 4             | 0             | -                    | 0                    | 0                    | 24     | 4      |
| 1972/73 | Cagliari | Serie A | 28     | 5    | IP            | 10            | 1             | UEFA                 | 2                    | 0                    | 40     | 6      |
| 1973/74 | Cagliari | Serie A | 29     | 5    | IP            | 4             | 1             | -                    | 0                    | 0                    | 33     | 6      |
| 1974/75 | Cagliari | Serie A | 29     | 10   | IP            | 3             | 1             | -                    | 0                    | 0                    | 32     | 11     |
| 1975/76 | Juventus | Serie A | 21     | 6    | IP            | 4             | 0             | PMEZ                 | 4                    | 1                    | 29     | 7      |
| 1976/77 | Juventus | Serie A | 7      | 1    | IP            | 5             | 1             | UEFA                 | 3                    | 0                    | 15     | 2      |
| 1977/78 | Verona   | Serie A | 18     | 3    | IP            | 2             | 0             | -                    | 0                    | 0                    | 20     | 3      |
| Celkem  | Celkem   | Celkem  | 292    | 62   | -             | 45            | 8             | -                    | 19                   | 3                    | 356    | 73     |

## Hráčské úspěchy

### Klubové
- 4× vítěz italské ligy (1964/65, 1965/66, 1969/70, 1976/77)
- 1× vítěz poháru PMEZ (1964/65)
- 1× vítěz poháru UEFA (1976/77)
- 2× vítěz Interkontinentálního poháru (1964, 1965)

### Reprezentační
- 1× na MS (1970 – stříbro)